# Вейналдум, Джилиано
Джилиано Вейналдум (нидерл. Giliano Wijnaldum; 31 августа 1992, Роттердам, Нидерланды) — нидерландский футболист, защитник.
Старшие братья — Джорджиньо и Ражив ван ла Парра, также являются профессиональными футболистами.

## Клубная карьера

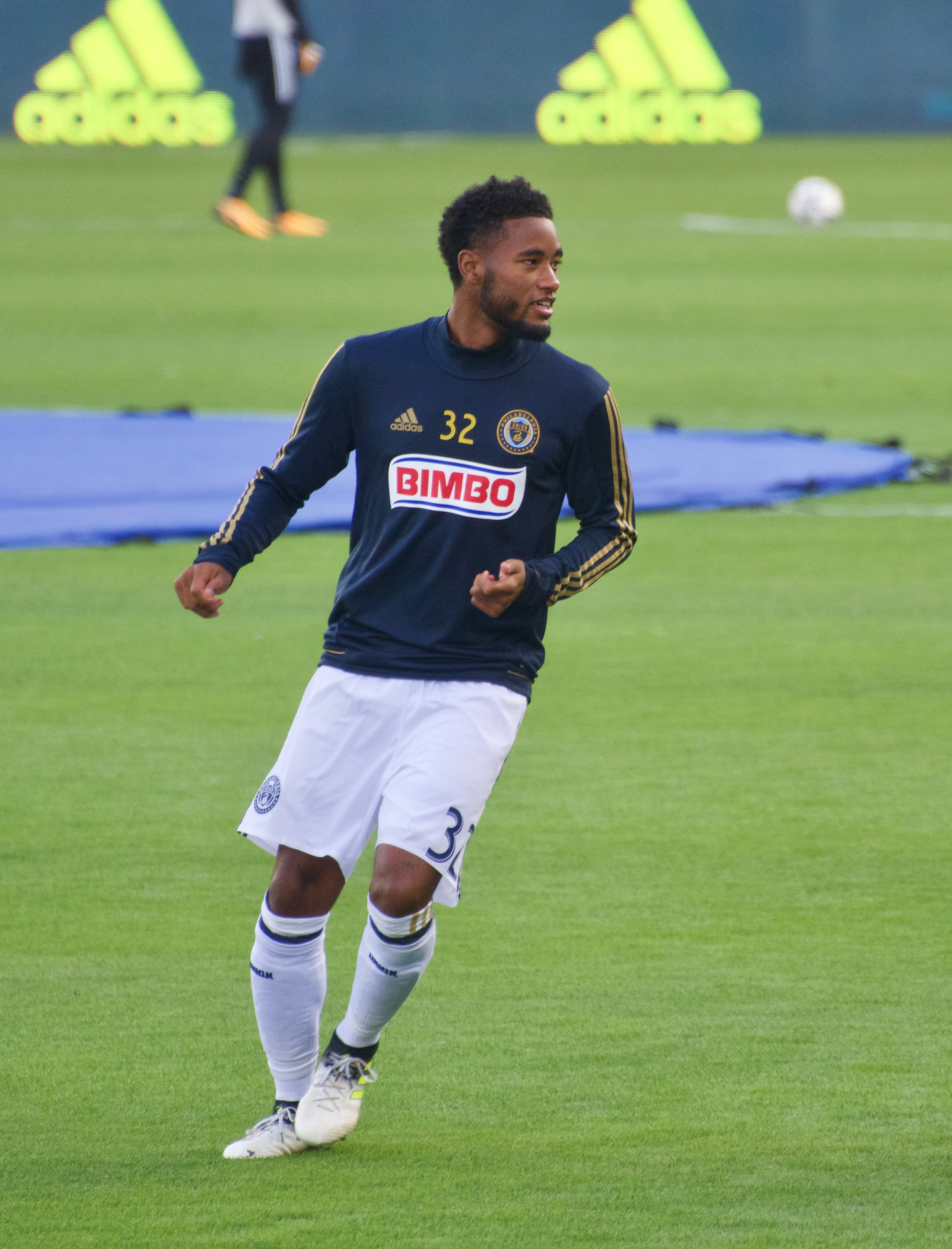
Вейналдум в составе «Филадельфия Юнион»

Воспитанник роттердамской «Спарты» и АЗ. 16 апреля 2011 году в матче против "АДО Ден Хааг" дебютировал в Эредивизи в составе последнего. В 2013 году помог команде выиграть Кубок Нидерландов. Летом того же года перешёл в «Гронинген». 3 августа в матче против НЕК дебютировал за новую команду. 30 ноября в поединке против «НАК Бреда» забил свой первый гол за клуб.
Летом 2014 года присоединился к «Гоу Эхед Иглз», подписав двухлетний контракт. Дебютировал 13 сентября в матче против «Твенте».
По окончании сезона перешёл в немецкий «Бохум». Первый матч сыграл 9 августа 2015 года в Кубке Германии против «Зальмталя». В поединке против «Зандхаузена» дебютировал во Второй Бундеслиге. По окончании сезона разорвал контракт с клубом.
В начале 2017 года на правах свободного агента подписал контракт с американским «Филадельфия Юнион». 21 мая в матче против «Колорадо Рэпидз» дебютировал в MLS. По окончании сезона 2017 оказался в числе игроков, чьи контракты «Филадельфия» не продлила.
В начале 2018 года вернулся в Нидерланды в «Виллем II».
В июле 2018 года подписал однолетний контракт со «Спартой». После сезона 2018/19 «Спарта» объявила, что истекающий контракт Вейналдума не будет продлён.

## Достижения
Командные
 АЗ
- Обладатель Кубка Нидерландов: 2012/13